# Élections municipales de 2014 à Orléans
Pour un article plus général, voir Élections municipales de 2014 dans le Loiret.
Les élections municipales ont eu lieu les 23 et 30 mars 2014 à Orléans.

## Mode de scrutin
Le mode de scrutin à Orléans est celui des villes de plus de 1 000 habitants : la liste arrivée en tête obtient la moitié des 55 sièges du conseil municipal. Le reste est réparti à la proportionnelle entre toutes les listes ayant obtenu au moins 5 % des suffrages exprimés. Un deuxième tour est organisé si aucune liste n'atteint la majorité absolue et au moins 25 % des inscrits au premier tour. Seules les listes ayant obtenu aux moins 10 % des suffrages exprimés peuvent s'y présenter. Les listes ayant obtenu au moins 5 % des suffrages exprimés peuvent fusionner avec une liste présente au second tour.

## Contexte

### Contexte électoral
La mairie d'Orléans est détenue depuis 2001 par Serge Grouard (UMP), qui se représente pour un troisième mandat. 
Le contexte national étant plutôt défavorable à la majorité gouvernementale, Serge Grouard est en relativement bonne position pour une réélection. Il y a plusieurs nouveautés cependant par rapport à 2008 : une nouvelle tête de liste du PS (et alliés), Corinne Leveleux-Teixeira, qui a également des chances potentielles de victoire ; et la présence d'une liste du FN, menée par Philippe Lecoq (à noter, en date du 8 mars 2014, un litige concernant la présence sur cette liste d'une candidate atteinte de la maladie d'Alzheimer).

## Candidats
6 listes de 55 candidats ont été présentées :
- Dominique Tripet et Michel Ricoud, (FG), têtes de liste à parité[3]. Michel Ricoud est conseiller général du Loiret (canton d'Orléans-La Source) et conseiller municipal d'Orléans.

- Corinne Leveleux-Teixeira, 47 ans (PS), conseillère municipale depuis 2008 (élue sur la liste de rassemblement de la gauche), et conseillère régionale de la région Centre depuis 2010 ; professeur d'histoire à l'université d'Orléans.

- Serge Grouard, 55 ans (UMP), maire d'Orléans depuis 2001, et député de la deuxième circonscription du Loiret depuis 2002 ; haut fonctionnaire (administrateur civil) de profession.

- Philippe Lecoq, 49 ans (FN), conseiller régional de la région Centre depuis 2010 ; agent de maîtrise dans la restauration.

- Farida Megdoud, (LO), professeur en lycée.

- Tahar Ben Chaabane, sans étiquette (il s'était présenté sous les couleurs du MoDem aux législatives de 2012), conseiller municipal d'Orléans.

## Résultats
- Maire sortant : Serge Grouard (UMP)
- 55 sièges à pourvoir (population légale 2011 : 114 185 habitants)

|                                                          |                           |                |              |              |        |  |  |  |  |
| Tête de liste                                            | Tête de liste             | Liste          | Premier tour | Premier tour | Sièges |  |  |  |  |
| Tête de liste                                            | Tête de liste             | Liste          | Voix         | %            | Sièges |  |  |  |  |
|                                                          | Serge Grouard *           | UMP-UDI        | 17 603       | 53,65        | 44     |  |  |  |  |
| Orléans tout simplement                                  |                           |                | 17 603       | 53,65        | 44     |  |  |  |  |
|                                                          | Corinne Leveleux-Teixeira | PS-EELV        | 7 622        | 23,23        | 6      |  |  |  |  |
| Orléans à 100 %                                          |                           |                | 7 622        | 23,23        | 6      |  |  |  |  |
|                                                          | Philippe Lecoq            | FN             | 3 384        | 10,31        | 3      |  |  |  |  |
| Orléans bleu Marine                                      |                           |                | 3 384        | 10,31        | 3      |  |  |  |  |
|                                                          | Michel Ricoud             | FG             | 2 720        | 8,29         | 2      |  |  |  |  |
| Orléans combatif et solidaire                            |                           |                | 2 720        | 8,29         | 2      |  |  |  |  |
|                                                          | Tahar Ben Chaabane        | DVD            | 1 060        | 3,23         |        |  |  |  |  |
| Orléans pour tous                                        |                           |                | 1 060        | 3,23         |        |  |  |  |  |
|                                                          | Farida Megdoud            | LO             | 424          | 1,29         |        |  |  |  |  |
| Lutte ouvrière - faire entendre le camp des travailleurs |                           |                | 424          | 1,29         |        |  |  |  |  |
|                                                          |                           |                |              |              |        |  |  |  |  |
| Inscrits                                                 | Inscrits                  | Inscrits       | 62 414       | 100,00       |        |  |  |  |  |
| Abstentions                                              | Abstentions               | Abstentions    | 28 770       | 46,10        |        |  |  |  |  |
| Votants                                                  | Votants                   | Votants        | 33 644       | 53,90        |        |  |  |  |  |
| Blancs et nuls                                           | Blancs et nuls            | Blancs et nuls | 831          | 2,47         |        |  |  |  |  |
| Exprimés                                                 | Exprimés                  | Exprimés       | 32 813       | 97,53        |        |  |  |  |  |
| * Liste du maire sortant                                 |                           |                |              |              |        |  |  |  |  |